# Mark Javier
Mark Pinili Javier (Dumaguete City, 20 oktober 1981) is een Filipijns boogschutter.
Javier begon zijn carrière in het boogschieten pas op 17-jarige leeftijd, toen hij een nieuwe sport zocht nadat de luchtgeweerclub waar hij lid van was stopte. Javiers vader excelleerde in het schieten met een luchtgeweer en leerde hem de techniek van het schieten. Op zijn 14e schoot hij zich in zijn eerste luchtgeweertoernooi naar de derde plek.
In het boogschieten bereikte Javier internationaal gezien een hoog niveau. In 2005 won hij de gouden medaille bij de Zuidoost-Aziatische Spelen. In 2006 werd hij 15e op de Aziatische Spelen. In 2006 eindigde hij als zesde bij de Wereldbeker.

## Olympische Spelen
Javier kwalificeerde zich voor de Olympische Spelen van 2008 middels een gouden medaille op de Aziatische Kampioenschappen Boogschieten in september 2007 in de Chinese stad Xi'an.